# Смикавець паннонський
{{#ifeq:0|0|{{#if:Cyperus pannonicus|{{#if:|[[]}}|[[]]}}}}
Смикавець паннонський, аїрник панонський (Cyperus pannonicus) — вид рослин із родини осокових (Cyperaceae), що зростає у Євразії й Північній Америці.

## Біоморфологічна характеристика
Це однорічна чи багаторічна трава 5–40 см заввишки. Коріння рясне, волокнисте. Кореневища короткі. Стебла загорнуті при основі кількома плівчастими піхвами, стиснуто 3-кутні, гладкі, основа з 1 листком. Листки ≈ 25 × 1 мм; піхви злегка довгі. Суцвіття головчасте, бічне, 1–8-колосочкове. Колосочки від яйцювато-довгастих до довгастих, 5–15 × 2–5 мм, злегка набубнявілі, 10–32-квіткові. Над суцвіттям високо підіймається 1 з 2 покривних листків. Колоскові луски темно-криваво-червоні на обох поверхнях, але середина жовтувато-зелена, адаксіально червонувато-коричнево-смугасті, кругло-яйцеподібні, ≈ 3 мм. Тичинок 3. Плід (горішок) жовто-коричневий, злегка блискучий, майже кулястий, еліпсоїдний або зворотно-яйцюватий, 1.5–2 мм завдовжки. Період цвітіння: червень — жовтень.

## Середовище проживання
Зростає у Євразії від Австрії до східного Китаю.
Зростає в періодично затоплених місцях, неглибоких западинах та берегах озер. Для цього потрібен гравійний, злегка засолений ґрунт із мало залученою рослинністю.
В Україні вид зростає у солончакуватих місцях, переважно на берегах водойм — у Лівобережному Поліссі (Остер), рідко; у Лісостепу і Степу (на півдні) та Криму (частіше в приморській частині), спорадично.

## Синоніми
Синоніми: Acorellus pannonicus (Jacq.) Palla, Chlorocyperus pannonicus (Jacq.) Rikli, Cyperus tataricus Less., Juncellus pannonicus (Jacq.) C.B.Clarke, Pycreus pannonicus (Jacq.) P.Beauv. ex Rchb..